# Distretto di Corrales
Il distretto di Corrales è un distretto del Perù, facente parte della provincia di Tumbes, nella regione di Tumbes.